# Bandırmaspor
Bandırma Spor Kulübü is een Turkse voetbalclub uit de stad Bandırma, gelegen in de provincie Balıkesir. De club heeft stamnummer 000132 en de clubkleuren zijn bordeauxrood en wit. De thuiswedstrijden speelt Bandırmaspor in het 17 Eylül Stadion, dat een totale capaciteit heeft van 10.400 zitplaatsen. Het team kent een rivaliteit met Balıkesirspor. Er is ook een handbal afdeling.

Bandırma, Balıkesir ligt in de Marmararegio.

## Geschiedenis
De club is opgericht in 1965 door een fusie van İdmanyurdu Gençlik en Marmara Gençlik onder de naam Balıkesir Bandırmaspor. In 1966-1967 wist de club de halve finale van de Turkse beker te bereiken waar het uiteindelijk werd uitgeschakeld door bekerwinnaar Altay Izmir, (0-1) en (1-2).
Bandırmaspor verbleef een seizoen in 2016-17 in de TFF 1. Lig, aan het einde van het seizoen volgde degradatie naar de Spor Toto 2. Lig. 

## Supportersgroepen
Kronikler, Cinçukuru, Üni Banban en Panormos vormen de supportersgroepen van Bandırmaspor.

## Gespeelde divisies
- TFF 1. Lig: 1965-1974, 1975-1987, 1989-1993, 2016-2017
- Spor Toto 2. Lig: 1974-1975, 1987-1989, 1993-2001, 2010-2016, 2017-
- Spor Toto 3. Lig: 2001-2005, 2008-2010
- Amateurs: 2005-2008

## Bekende (ex-)spelers
- Atabey Çiçek
- Gökhan Emreciksin
- Mamadou Fofana
- Oğuz Kağan Güçtekin
- Emre Güngör
- Kıvanç Karakaş
- Okan Koçuk
- Giorgos Koutroubis
- Hurşut Meriç